# Zygodon dioicus
Zygodon dioicus là một loài rêu trong họ Orthotrichaceae. Loài này được Broth. mô tả khoa học đầu tiên năm 1901.